# Orosi, Kalifornien
Orosi är en ort (CDP) i Tulare County, i delstaten Kalifornien, USA. Enligt United States Census Bureau har orten en folkmängd på 8 770 invånare (2010) och en landarea på 6,3 km².